# John Lee Hancock

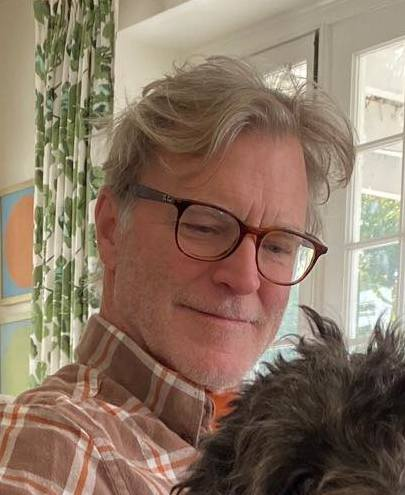
John Lee Hancock, 2021

John Lee Hancock Junior (* 15. Dezember 1956 in Longview, Texas) ist ein US-amerikanischer Drehbuchautor, Filmregisseur und Produzent. Bekannt wurde er durch den Film Blind Side – Die große Chance, für den Sandra Bullock einen Oscar erhielt.

## Leben
John Lee Hancock ist das älteste der vier Kinder von John Lee Hancock Senior, einem Footballtrainer an der Texas City High School.

## Filmografie (Auswahl)
als Produzent
- 1991: Hard Time Romance
- 2000: Mein Hund Skip (My Dog Skip)

als Regisseur
- 2002: Die Entscheidung – Eine wahre Geschichte (The Rookie)
- 2004: Alamo – Der Traum, das Schicksal, die Legende (The Alamo)
- 2009: Blind Side – Die große Chance (Blind Side)
- 2013: Saving Mr. Banks
- 2016: The Founder
- 2019: The Highwaymen
- 2021: The Little Things
- 2022: Mr. Harrigan’s Phone

als Drehbuchautor
- 1991: Hard Time Romance
- 1993: Perfect World
- 1997: Mitternacht im Garten von Gut und Böse (Midnight in the Garden of Good and Evil)
- 2004: Alamo – Der Traum, das Schicksal, die Legende (The Alamo)
- 2009: Blind Side – Die große Chance (Blind Side)
- 2012: Snow White and the Huntsman
- 2021: The Little Things
- 2021: Infinite – Lebe unendlich (Infinite)
- 2022: Mr. Harrigan’s Phone